# Gare de La Ville-Gozet
Gare de La Ville-Gozet – stacja kolejowa w Montluçon, w departamencie Allier, w regionie Owernia-Rodan-Alpy, we Francji. Jest zarządzana przez SNCF (budynek dworca) i przez RFF (infrastruktura).
Została otwarta w 1861 przez Compagnie du chemin de fer de Paris à Orléans (PO). Stacja jest obsługiwana przez pociągi TER Auvergne oraz pociągi towarowe Fret SNCF.

## Położenie
Stacja znajduje się na linii Bourges – Miécaze, w km 326,064, pomiędzy stacjami Les Trillers i Montluçon-Ville, na wysokości 204 m n.p.m.

## Linie kolejowe
- Bourges – Miécaze